# Ismaya brevis
Ismaya brevis är en stekelart som beskrevs av Boucek 1988. Ismaya brevis ingår i släktet Ismaya och familjen puppglanssteklar.
Artens utbredningsområde är Papua Nya Guinea. Inga underarter finns listade i Catalogue of Life.